# Parakou
Parakou   este un oraș  în  Benin. Este reședința  departamentului  Borgou.